# Raiders of the Lost Ark (jeu vidéo)
Pour les articles homonymes, voir Raiders of the Lost Ark.
Raiders of the Lost Ark est un jeu vidéo d'aventure développé et édité par Atari sorti en 1982 sur Atari 2600. Il s'agit de l'adaptation du film Les Aventuriers de l'arche perdue de Steven Spielberg par Howard Scott Warshaw,,,,.

## Système de jeu
Le jeu consiste à mener l'aventure d'Indiana Jones et l'arche perdue de bout en bout. Toutes les grandes scènes du film y sont : le souk, les montagnes, le médaillon monté sur son bâton, l'arche enfin.
Le personnage passe d'un écran à l'autre sans scrolling, l'utilisateur "colle" son personnage sur un des côtés de l'écran.
Indy a la possibilité d'utiliser un fouet, un pistolet et même une grenade (importante, la grenade, pour casser les murs qui bloquent le passage).
Pour bouger le petit Indy, le joueur doit utiliser les deux manettes : La première permet le déplacement du personnage, la seconde permet de changer d'arme et d'effectuer des actions ponctuelles que la première manette seule ne permet pas.
Bien que rudimentaire, ce jeu est le second jeu d'aventure créé sur une console de salon, le premier est Adventure (jeu vidéo) sur Atari 2600.